# Corynoptera styptica
Corynoptera styptica är en tvåvingeart som först beskrevs av Werner Mohrig och Roschmann 1993.  Corynoptera styptica ingår i släktet Corynoptera och familjen sorgmyggor.
Artens utbredningsområde är Österrike. Inga underarter finns listade i Catalogue of Life.